# Supercoppa greca 2024 (pallavolo maschile)
La Supercoppa greca 2024, 12ª edizione della Supercoppa nazionale maschile di pallavolo, si è svolta il 5 febbraio 2025: al torneo hanno partecipato due squadre di club greche e la vittoria finale è andata per la terza volta all'Olympiakos.

## Formula
La formula ha previsto una gara unica.

## Squadre partecipanti
| Squadra    | Qualificazione                    |
| ---------- | --------------------------------- |
| Milōn      | Finalista Coppa di Grecia 2023-24 |
| Olympiakos | Vincitrice Volley League 2023-24  |

## Torneo
| 24 gennaio 2024 Gymnastīrio Sofia Befon, Palaio Faliro Durata: ? - Spettatori: 100 | Olympiakos | 3 - 1 | Milōn | 29-27, 20-25, 25-20, 25-21 |